# Calling Card
Albums de Rory Gallagher
Against the Grain
(1975) Photo-Finish
(1978)
Calling Card, paru fin 1976, est le huitième album de Rory Gallagher (le sixième en studio).

## L'album
Toutes les compositions de l'album sont de Rory Gallagher.

Calling Card est le dernier album avec Rod De'Ath et Lou Martin.

Cet album est souvent considéré comme le meilleur album studio de Rory Gallagher.

Buddah Records a réédité l'album en 1999 avec deux bonus tracks.

## Les musiciens
Rory Gallagher : voix, guitare, harmonica

Gerry McAvoy : basse

Rod De'Ath : batterie

Lou Martin : claviers

## Les titres
| No | Titre                  | Durée |
| -- | ---------------------- | ----- |
| 1. | Do You Read Me         | 5:20  |
| 2. | Country Mile           | 3:18  |
| 3. | Moonchild              | 4:48  |
| 4. | Calling Card           | 5:24  |
| 5. | I'll Admit You're Gone | 4:25  |
| 6. | Secret Agent           | 5:45  |
| 7. | Jacknife Beat          | 7:04  |
| 8. | Edged in Blue          | 5:31  |
| 9. | Barley and Grape Rag   | 3:39  |

| 10. | Rue the Day                   | 4:14 |
| 11. | Public Enemy (B-Girl Version) | 4:35 |

## Informations sur le contenu de l'album
Les Dubliners ont repris Barley and Grape Rag sur leur album 30 Years A-Grayin' (1992).